# Licurg d'Atenes
|  | Pel polític del segle vi aC, vegeu «Licurg (fill d'Aristolaides)» |

Licurg (grec antic: Λυκοῦργος, llatí: Lycurgus), fill de Licòfron, fou un orador nascut a Atenes aproximadament al 396 aC, de la família sacerdotal dels eteobútades, segons diuen Plutarc i la Suda. És considerat un dels deu oradors àtics.
Va estudiar de jove a l'escola de Plató, però després va ser deixeble d'Isòcrates d'Atenes i va entrar a la vida pública encara jove. Va exercir per tres vegades el càrrec de gestor dels ingressos públics (ταμίας τῆς κοινῆς προσόδου) ocupant-lo cada cinc anys a partir del 337 aC. La seva bona actuació, que va permetre que la ciutat elevés els ingressos fins a 1.200 talents, amb els que va augmentar la seguretat i l'esplendor d'Atenes, li va fer guanyar el suport popular, fins al punt que quan Alexandre el Gran va demanar la rendició dels oradors que se li oposaven, Licurg i Demòstenes entre ells, hi va haver un gran clamor popular contrari a la seva entrega. Després va ser nomenat superintendent (φυλακή) de la ciutat i el manteniment de la disciplina pública, i es va destacar per la seva rectitud i severitat, segons diuen Ciceró i Ammià Marcel·lí. Tenia molt bon gust arquitectònic, i va erigir o completar grandiosos edificis públics en benefici de la ciutat. Era considerat molt íntegre i fins i tot les persones privades li confiaven diners per guardar. Va proposar i fer aprovar algunes lleis que ell mateix supervisava, entre elles la que prohibia que les dones anessin en carros per a assistir a les celebracions dels misteris, i com que la seva dona se la va saltar, la va multar, segons Claudi Elià.
Una de les seves lleis manava erigir estàtues a Èsquil, Sòfocles, i Eurípides, i còpies de totes les seves obres, que es van conservar en arxius públics. També va actuar com acusador a les corts de justícia i de vegades es va defensar de les acusacions que li van fer altres com Filí, Dinarc, Aristogitó, Menesecme, i altres. Va morir el 323 aC va deixar tres fills de la seva dona Cal·listo. Les Βίοι των δέκα ρητόρων (Vides dels deu oradors), atribuïdes al Pseudo Plutarc, estan plenes d'anècdotes sobre Licurg i de dites característiques d'ell, cosa que demostra la popularitat que va tenir.
Es coneixien antigament quinze discursos, segons Plutarc i Foci, però modernament consten els títols de vint. A excepció d'un discurs contra Leòcrates, i fragments d'algun altre, totes les seves obres s'han perdut. Dionisi d'Halicarnàs i altres historiadors antics assenyalen la tendència ètica dels seus discursos però censuren la duresa de les seves metàfores, la confusa ordenació dels seus temes i les seves digressions freqüents. Tenia un estil noble i grandiloqüent, però no gaire agradable a l'oïda. Sembla que Dídim Calcènter va comentar les seves obres.